# Exposició Internacional de Brussel·les de 1897

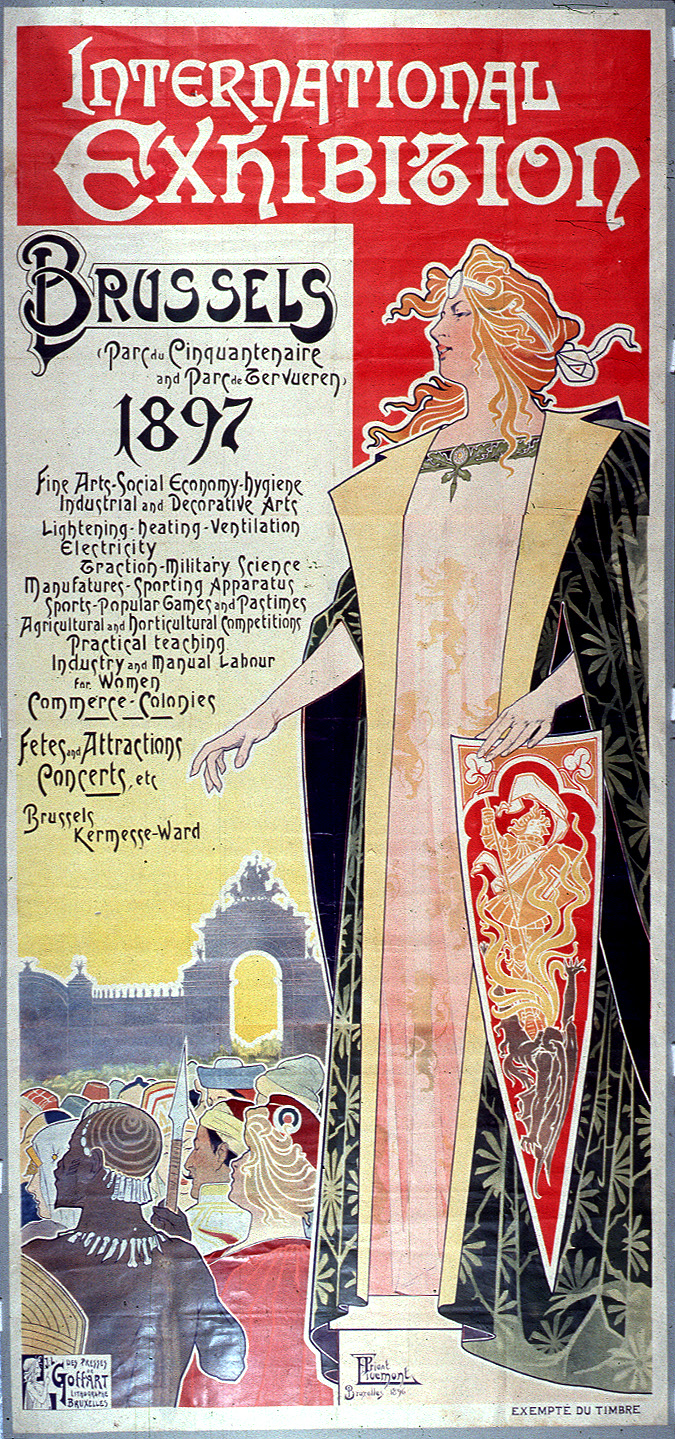
Pòster de l'exposició, per l'artista d'Art Nouveau Henri Privat-Livemont.

L'Exposició Internacional de Brussel·les (Exposition Internationale de Bruxelles en francès) de 1897 fou una Exposició universal celebrada a Brussel·les, Bèlgica, des del 10 de maig de 1897 fins al 8 de novembre de 1897. Hi participaren 27 països, i hi assistiren aproximadament 7.8 milions de persones.
Les seus principals de la fira van ser el Parc del Cinquantenari i una secció colonial a Tervuren que mostrava la propietat personal del rei Leopold II de Bèlgica, l'Estat Lliure del Congo. Les dues seus d'exposició estaven unides per un tramvia dissenyat especialment.

## Exposició colonial
La secció de Tervuren se situava al Palau de les Colònies (tot i que només hi havia una colònia), dissenyat per l'arquitecte belga Albert-Philippe Aldophe. A la sala principal Georges Hobé hi dissenya una particular estructura Art Nouveau en fusta per recordar la selva, fent servir fusta de bilinga, un arbre africà. L'exposició de l'interior mostrava objectes etnogràfics, animals dissecats, i a la "Sala de les Grans Cultures" els productes més importants del Congo des del punt de vista de l'exportació:cafè, cacau i tabac. Al parc, s'hi bastí un poble congolès, on hi van viure 60 africans durant el període de l'exposició. L'èxit d'aquesta exposició va conduir a l'establiment permanent del Museu Reial de l'Àfrica Central el 1898.

## Art Nouveau
Els principals dissenyadors de l'esdeveniment es trobaven entre els mestres belgues de l'arquitectura Art Nouveau en el punt més alt d'aquest estil: Henry van de Velde, Paul Hankar, Gédéon Bordiau, i Gustave Serrurier-Bovy. Henri Privat-Livemont produí pòsters per l'exposició.
Lamentablement sembla que hi ha poques restes físiques de l'esdeveniment. Un petit pavelló neoclàssic anomenat el Temple de les Passions Humanes que Victor Horta dissenya per hostatjar un relleu escultural de Jef Lambeaux fou acabat a temps per l'exposició, però la seva inauguració es va endarrerir per disputes fins al 1899.

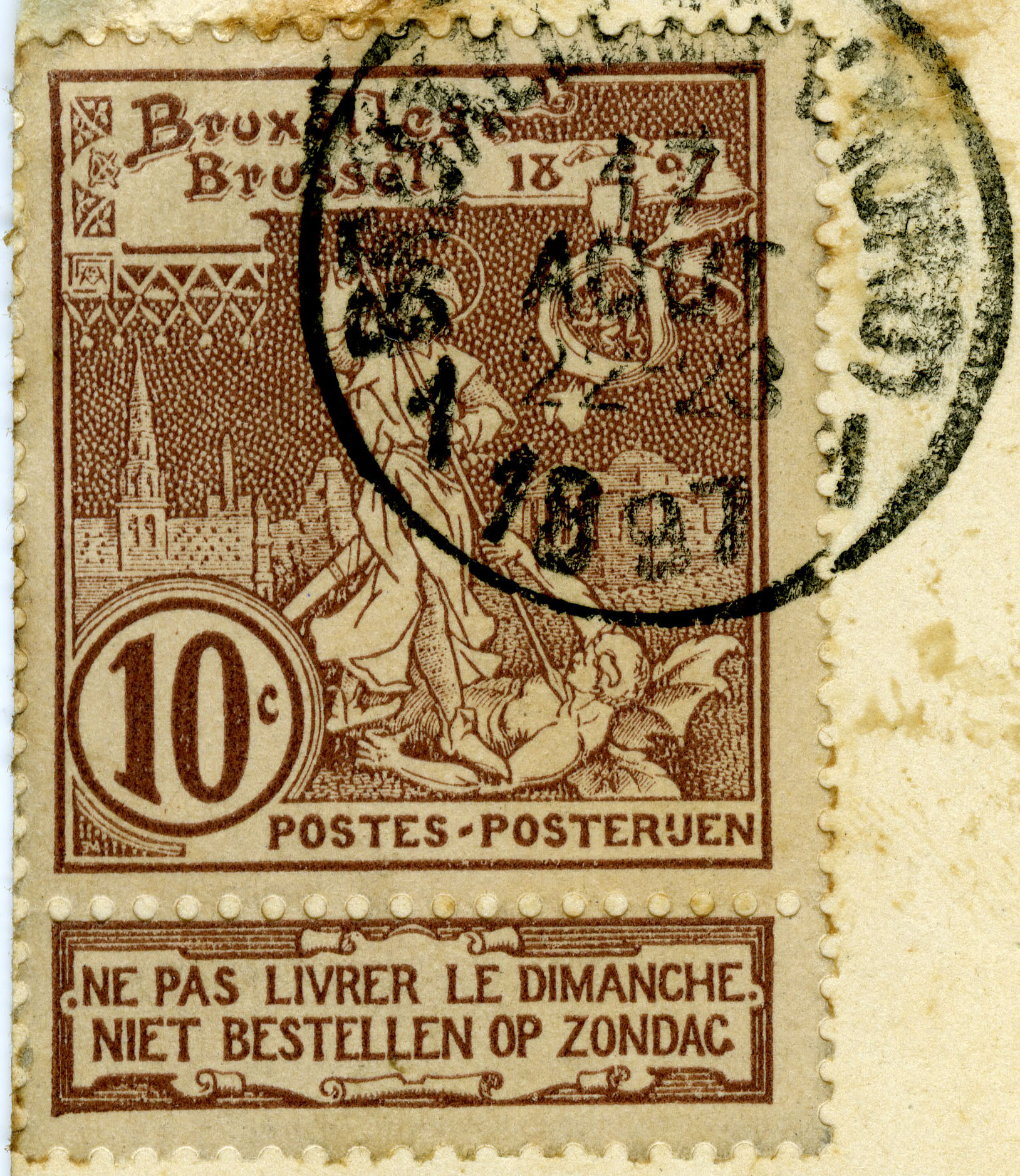
Segell i franqueig de l'Exposició

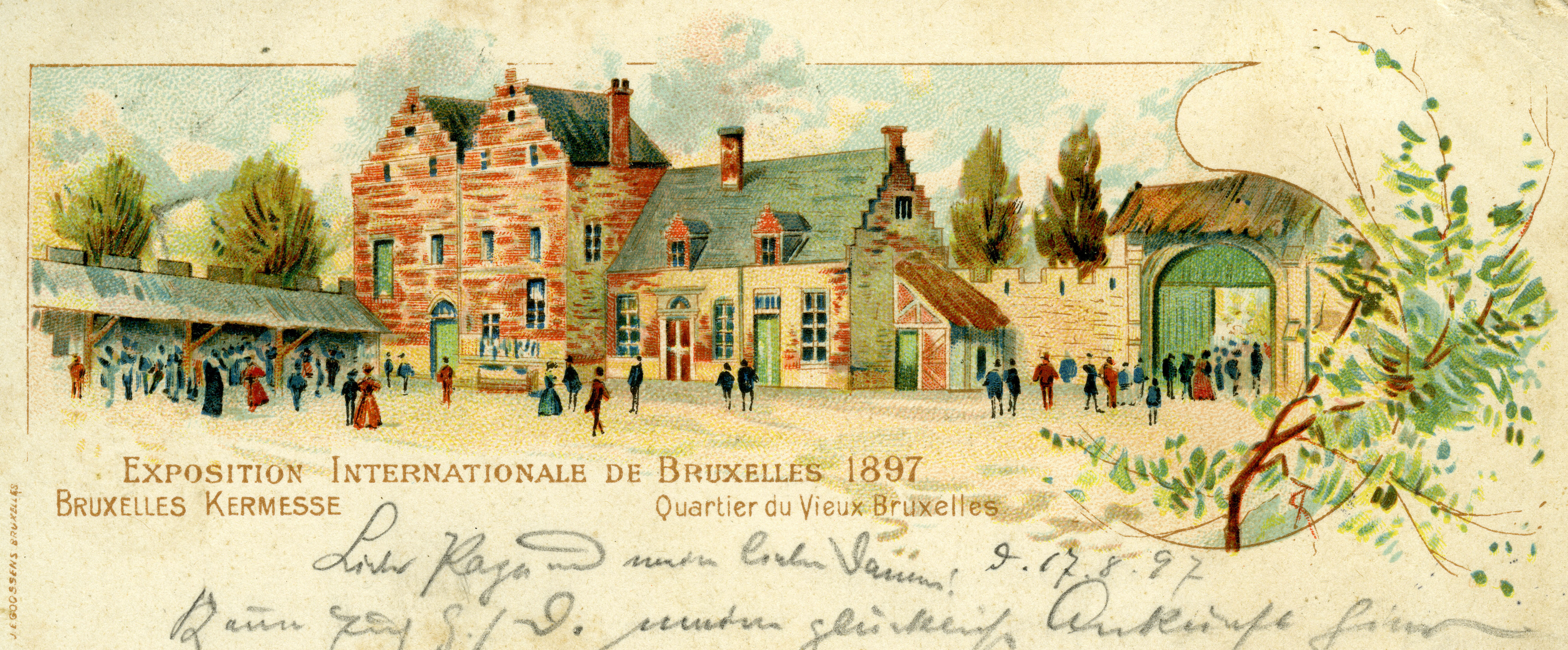
Postal de l'Exposició